# انتشارات پروگرس
انتشارات پروگرس یک ناشر اتحاد جماهیر شوروی بود که در سال ۱۹۳۱ در مسکو تأسیس شد. شهرت این انتشارات بیشتر به خاطر نشر کتابهایی راجع به مارکسیسم لنینیسم به زبان انگلیسی بود.
پروگرس همچنین با «تاریخ کوتاه اتحاد جماهیر شوروی» و سری کتابهای «الفبای…»(الفبای حزب، الفبای سوسیالیسم، الفبای ماتریالیسم دیالکتیک و…) شناخته می‌شد.
از دیگر نشرهای آنان می‌توان به کتابهای علمی، هنری، سیاسی، آثار کلاسیک، ادبیات کودکان، کتابهای راهنما، آلبوم‌های عکس و آثاری به زبان اصلی برای تقویت زبانهای خارجی اشاره کرد.
ویژگی بارزی که در انتشارات پروگرس جلب توجه می‌کرد درخواست از خوانندگان برای ارسال نظراتشان بود به گونه‌ای که روی تمام مطبوعات این انتشارات نوشته بود:
درخواست از خوانندگان، پروگرس خوشحال خواهد شد نظر شما را راجع به این کتاب، ترجمه و طرح آن و هرگونه پیشنهادی که برای چاپهای بعد دارید بداند. لطفاً تمام نظرات خود را ارسال کنید به: اتحاد جماهیر شوروی، مسکو، بلوار زوبووسکی پلاک ۲۱